# Ermanno Stradelli
Ermanno Stradelli (Borgo Val di Taro, 8 dicembre 1852 – Lebbrosario Umirizal, Manaus, 24 marzo 1926) è stato un esploratore, geografo e fotografo italiano naturalizzato brasiliano.

## Le origini familiari
Nasce da un'antica famiglia di notai della città di Borgo Val di Taro (attualmente in provincia di Parma, all'epoca in provincia di Piacenza). Il padre, Francesco Stradelli, ricevette il titolo nobiliare di Conte da Maria Luigia d'Austria, duchessa di Parma, Piacenza e Guastalla poco prima della nascita del primogenito Ermanno.
La madre, Marianna Douglas Scotti di Vigoleno era contessa, di remota ascendenza scozzese. 
La città di Borgotaro (come era allora chiamata l'attuale Borgo Val di Taro) era la loro residenza signorile.
Il 1º luglio 1862 nasce il secondogenito Angelo e il 23 ottobre 1865 nasce il terzogenito Alfonso Maria, che diverrà gesuita. Ermanno Stradelli ebbe poi quattro sorelle: Bianca, sposata con il conte Alessandro Calciati Crotti, Antonietta, che si sposò con il conte Giuseppe Cigala Fulgosi, entrambi piacentini, Luisa, sposata con il marchese Luigi Mereghi, di Jesi, e Gliceria, che sposò il generale Francesco Santoro, di Firenze.
La giovinezza di Ermanno Stradelli viene bene descritta dallo storico brasiliano Luís da Câmara Cascudo: "Ermanno è vivo, impetuoso, impulsivo, alacremente comunicativo. Compie gli studi ginnasiali nel collegio di Santa Caterina, a Pisa. Le letture predilette sono le narrazioni di viaggi, che gli evocavano lotte, misteri, la valentia fisica, lo stupore delle foreste vergini, dei deserti silenziosi, degli indio incomprensibili, degli animali favolosi".
Iniziò a studiare diritto a Siena ne 1873, studi interrotti l'anno successivo poco prima della partenza per l'Amazzonia . In seguito completò il corso solo nel 1886 all'Università di Pisa, con la tesi di laurea in diritto internazionale dal titolo significativo "Se le nazioni civili abbiano o no il diritto di appropriarsi dei territori occupati da popoli Barbari", con relatore Carlo Francesco Gabba.

## La partenza per l'Amazzonia
Il 25 aprile del 1878 Ermanno Stradelli chiede di dividere l'eredità del padre. Ha in animo di partire. Inizialmente pensa all'Africa, ma poi opta per l'America Latina
Dopo un anno, il 9 aprile del 1879, parte dal porto di Bordeaux (Francia) per il Brasile. Aveva 27 anni. Arriva a Belém, da qui prosegue per Manaus, dove sbarca alla fine di luglio.
La sua prima attività è sicuramente di fotografo. Aveva portato con sé un'importante attrezzatura e si installa nel centro di Manaus, in Rua Marcilio Dias. Nel contempo frequenta i missionari francescani italiani, cercando di capire come potersi relazionare con gli indigeni. Durante il primo viaggio di esplorazione, nell'ottobre del 1879, perde tutta l'attrezzatura (geografica e fotografica) in un naufragio.
Comincia ad interessarsi subito alla lingua generale delle popolazioni indigene del bacino amazzonico, lo nheengatu. Nel luglio del 1880, navigando il Rio delle Amazzoni, conosce il Conte Alessandro Sabatini, che lo inizia allo studio della lingua indigena.

## Le esplorazioni del primo periodo
Nel 1881 visita la zona del Rio Uaupés, che era oggetto di studio del gruppo di studiosi di Manaus legati al botanico João Barbosa Rodrigues (Antonio Brandao Amorim, Maximiliano José Roberto e Barnardo da Silva Ramos). Maximiliano José Roberto, figlio di un indigeno Manao e di una indigena Tariana, negli anni successivi raccoglierà per Stradelli la versione originale della leggenda di Yurupary. Il testo verrà poi pubblicato nel bollettino della Reale Società Geografica Italiana.
Nel 1882 fa parte della Commissione brasiliana delle frontiere con il Venezuela, comandata dal tenente colonnello Francisco Xavier Lopes de Araujo. Nello stesso anno Stradelli esplora il fiume Padauari. Nel giugno il gruppo percorre il Rio Branco fino al Rio Negro e da qui raggiungono Manaus.
Sempre nel 1882 viaggia per la seconda volta verso il rio Uaupés, risalendo il fiume fino a Jauareté-cachoeira. Torna a Manaus malato di malaria.
Nel 1883 percorre il rio Madeira e si ferma poi a Itacoatiara per curarsi della malaria. Qui riorganizza le prime voci raccolte per il suo vocabolario. Nel dicembre venne creato, da Barbosa Rodrigues, il museo botanico di Manaus.
Il 14 febbraio del 1884 è a Manaus, dove posa la prima pietra per la costruzione del teatro Amazonas, in qualità di rappresentante della ditta Rossi e fratelli, che si era aggiudicata la prima gara per la costruzione dell'opera.
Il 29 marzo del 1884 parte come fotografo, con Barbosa Rodrigues, per una spedizione di pacificazione degli indigeni Crichanas. Stradelli e Barbosa Rodrigues risalgono il rio Jauaperi. Ritornano a Manaus il 16 aprile dello stesso anno. Nell'agosto del 1884 riparte per l'Italia.

## Il ritorno in Italia
Tra il 1885 e il 1886 conclude il corso universitario di giurisprudenza a Pisa. Nel 1886 è a Genova dove fa pratica forense presso lo studio dell'avvocato Orsini.
Nello stesso anno presenta al VI congresso internazionale degli americanisti di Torino i disegni dei petroglifici raccolti nel Uaupés.
Nel gennaio del 1887 scrive alla Società Geografica comunicando la sua imminente partenza per il Brasile.
Nel febbraio del 1887 riparte per l'Amazzonia dal porto vecchio di Marsiglia.

## Il secondo periodo in Amazzonia
Il 3 marzo del 1887 è a Caracas, dove viene ricevuto dal presidente della repubblica Antonio Guzman Blanco. Il 3 aprile parte per Ciudad Bolívar. Nel luglio segue le orme di Humboldt a Porto Samuro, nella regione dell'Aturés. Prosegue sul basso Vichada, affluente dell'Orenoco.
Prosegue la sua spedizione (alto Guaínia, Yavita, Cucuí, Vista Alegre) fino al febbraio 1888, quando ritorna a Manaus. 
L'11 maggio del 1888 parte per il Rio Branco accompagnando la commissione per le frontiere, arrivando nella regione "São Marcos", dove i fiumi Uraricoera e Tacutu cambiano nome. Nel dicembre dello stesso anno parte per il Rio Purus, raggiungendo il Rio Acre. Nella zona del Purus frequenta diversi villaggio dell'etnia Ipurinã. 
Tra il 1890 e il 1891 compie il suo terzo viaggio nel Rio Uaupés, accompagnato da Maximiano José Roberto. 
Nel 1893 acquisisce la cittadinanza brasiliana. Il 22 agosto chiede l'iscrizione all'ordine degli avvocati.
Il 29 giugno del 1895 è nominato "promotore pubblico" (pubblico ministero) per il secondo distretto di Manaus.
Il 24 settembre del 1895 è trasferito a Lábrea, nella zona del Rio Purus.
Nel 1897 torna brevemente in Italia, dove incontra la dirigenza della Pirelli per proporre l'avvio di un'impresa per l'estrazione del caucciù.
Tra il 1898 e il 1899 torna varie volte in Italia. Nell'agosto del 1899 ritorna a Manaus con la nave "Re Umberto" della compagnia di navigazione Ligure-Brasiliana.

## L'ultimo viaggio in Italia
Nell'agosto del 1901 è di nuovo in Italia. Il 10 novembre presiede una conferenza sull'Amazzonia presso la sala del Collegio romano (attuale sede del liceo Visconti di Roma; la sala delle conferenze è oggi utilizzata come aula magna). Secondo la breve notizia dell'evento pubblicata sul bollettino della Società geografica italiana, venne mostrata una mappa dell'Amazzonia di 6,5x4,5 metri. Poco dopo riparte per Manaus. Non tornerà più in Italia.

## Gli ultimi anni
Nel 1904 partecipa ad una spedizione del governatore dell'Amazzonia Constantino Nery nella regione del Rio Branco. Nel 1910 pubblica il Vocabulários de Línguas faladas no Rio Branco .
Il 18 novembre 1912 è nominato promotore di giustizia a Tefé.
Nel gennaio del 1920 conclude la sua opera principale, il Vocabulário da Língua Geral, Português-Nheengatu e Nheengatu-Português. I manoscritti arrivano a Max Fleiuss, segretario dell'Istituto storico geografico di Rio de Janeiro il 27 febbraio del 1922.
Il 4 luglio 1923 è esonerato dall'incarico di promotore pubblico, a causa dell'avanzare del morbo di Hansen, che lo aveva colpito già da tempo. Poco dopo entra nel lebbrosario di Umirisal, alle porte di Manaus dove muore il 24 marzo 1926.

## Opere
- 1876  Una gita a Rocca d'Olgisio, Tipografia V. Porta, Piacenza
- 1877  Tempo sciupato, Tipografia Marchesotti
- 1885  La confederazione dei Tamoi (traduzione dal portoghese dell'opera di Magalhaes), Tipografia V. Porta, Piacenza
- 1890  Il Vaupes e gli Vaupes. Bollettino della Società Geografica Italiana, 3a. serie, vol. 3, 425-453.
- 1898  Ajuricaba, poema pubblicato sul giornale brasiliano "O Correio do Purus"
- 1900  Due legende amazzoniche, Tipografia V. Porta, Piacenza
- 1900  Pitiapo, editore ignoto
- 1910  Vocabularios de Linguas faladas no Rio Branco, in Relatorio Geral do Congresso Cientifico Latino-americano Vol. VI, Rio de Janeiro
- 1928  Vocabulario Nheengatu-Portugues e Portugues-Nheengatu Revista do Instituto Historico Brasileiro, Rio de Janeiro